# Campeonato Mineiro
Campeonato Mineiro – liga rozgrywana w brazylijskim południowo-wschodnim stanie Minas Gerais i organizowana przez federację FMF (Federação Mineira de Futebol).

## Historia
Historia Campeonato Mineiro może być podzielona na dwie części – przed i po zbudowaniu największego w stanie stadionu Mineirão, który oddany został do użytku we wrześniu 1965 roku. Okres od momentu zbudowania tego stadionu znany jest jako Era Mineirão, w której miejsce klubu América jako głównego rywala Atlético Mineiro zajął najmłodszy z klubów stolicy stanu – Cruzeiro EC. Atlético Mineiro ma jak dotąd najwięcej zgromadzonych tytułów mistrza stanu Minas Gerais, jednak jeśli weźmie się pod uwagę tylko okres po roku 1965, wtedy okaże się, że Cruzeiro z 22 tytułami przewyższa Atlético Mineiro, który w tym czasie wygrał mistrzostwa 17 razy.

## Lista mistrzów
| Sezon                  | Mistrz                                                             | Wicemistrz                                                         |
| ---------------------- | ------------------------------------------------------------------ | ------------------------------------------------------------------ |
| 1915                   | Atlético Mineiro (Belo Horizonte)                                  | América Mineiro (Belo Horizonte)                                   |
| 1916                   | América Mineiro (Belo Horizonte)                                   | Atlético Mineiro (Belo Horizonte)                                  |
| 1917                   | América Mineiro (Belo Horizonte)                                   | Atlético Mineiro (Belo Horizonte)                                  |
| 1918                   | América Mineiro (Belo Horizonte)                                   | Atlético Mineiro (Belo Horizonte)                                  |
| 1919                   | América Mineiro (Belo Horizonte)                                   | Yale (Belo Horizonte)                                              |
| 1920                   | América Mineiro (Belo Horizonte)                                   | Guarany (Belo Horizonte)                                           |
| 1921                   | América Mineiro (Belo Horizonte)                                   | Atlético Mineiro (Belo Horizonte)                                  |
| 1922                   | América Mineiro (Belo Horizonte)                                   | Palestra Itália (Belo Horizonte)                                   |
| 1923                   | América Mineiro (Belo Horizonte)                                   | Palestra Itália (Belo Horizonte)                                   |
| 1924                   | América Mineiro (Belo Horizonte)                                   | Palestra Itália (Belo Horizonte)                                   |
| 1925                   | América Mineiro (Belo Horizonte)                                   | Palestra Itália (Belo Horizonte)                                   |
| 1926                   | Atlético Mineiro (Belo Horizonte) Palestra Itália (Belo Horizonte) | Atlético Mineiro (Belo Horizonte) Palestra Itália (Belo Horizonte) |
| 1927                   | Atlético Mineiro (Belo Horizonte)                                  | Palestra Itália (Belo Horizonte)                                   |
| 1928                   | Palestra Itália (Belo Horizonte)                                   | Atlético Mineiro (Belo Horizonte)                                  |
| 1929                   | Palestra Itália (Belo Horizonte)                                   | Atlético Mineiro (Belo Horizonte)                                  |
| 1930                   | Palestra Itália (Belo Horizonte)                                   | América Mineiro (Belo Horizonte)                                   |
| 1931                   | Atlético Mineiro (Belo Horizonte)                                  | América Mineiro (Belo Horizonte)                                   |
| 1932                   | Atlético Mineiro (Belo Horizonte) Villa Nova AC (Nova Lima)        | Atlético Mineiro (Belo Horizonte) Villa Nova AC (Nova Lima)        |
| 1933                   | Villa Nova AC (Nova Lima)                                          | Palestra Itália (Belo Horizonte)                                   |
| 1934                   | Villa Nova AC (Nova Lima)                                          | Atlético Mineiro (Belo Horizonte)                                  |
| 1935                   | Villa Nova AC (Nova Lima)                                          | Atlético Mineiro (Belo Horizonte)                                  |
| 1936                   | Atlético Mineiro (Belo Horizonte)                                  | Palestra Itália (Belo Horizonte)                                   |
| 1937                   | Siderúrgica (Sabará)                                               | Villa Nova AC (Nova Lima)                                          |
| 1938                   | Atlético Mineiro (Belo Horizonte)                                  | Palestra Itália (Belo Horizonte)                                   |
| 1939                   | Atlético Mineiro (Belo Horizonte)                                  | Siderúrgica (Sabará)                                               |
| 1940                   | Palestra Itália (Belo Horizonte)                                   | Atlético Mineiro (Belo Horizonte)                                  |
| 1941                   | Atlético Mineiro (Belo Horizonte)                                  | Siderúrgica (Sabará)                                               |
| 1942                   | Atlético Mineiro (Belo Horizonte)                                  | América Mineiro (Belo Horizonte)                                   |
| 1943                   | Cruzeiro EC (Belo Horizonte)                                       | Atlético Mineiro (Belo Horizonte)                                  |
| 1944                   | Cruzeiro EC (Belo Horizonte)                                       | Atlético Mineiro (Belo Horizonte)                                  |
| 1945                   | Cruzeiro EC (Belo Horizonte)                                       | Villa Nova AC (Nova Lima)                                          |
| 1946                   | Atlético Mineiro (Belo Horizonte)                                  | Villa Nova AC (Nova Lima)                                          |
| 1947                   | Atlético Mineiro (Belo Horizonte)                                  | Villa Nova AC (Nova Lima)                                          |
| 1948                   | América Mineiro (Belo Horizonte)                                   | Atlético Mineiro (Belo Horizonte)                                  |
| 1949                   | Atlético Mineiro (Belo Horizonte)                                  | América Mineiro (Belo Horizonte)                                   |
| 1950                   | Atlético Mineiro (Belo Horizonte)                                  | Cruzeiro EC (Belo Horizonte)                                       |
| 1951                   | Villa Nova AC (Nova Lima)                                          | Atlético Mineiro (Belo Horizonte)                                  |
| 1952                   | Atlético Mineiro (Belo Horizonte)                                  | Siderúrgica (Sabará)                                               |
| 1953                   | Atlético Mineiro (Belo Horizonte)                                  | Siderúrgica (Sabará)                                               |
| 1954                   | Atlético Mineiro (Belo Horizonte)                                  | Cruzeiro EC (Belo Horizonte)                                       |
| 1955                   | Atlético Mineiro (Belo Horizonte)                                  | Cruzeiro EC (Belo Horizonte)                                       |
| 1956                   | Atlético Mineiro (Belo Horizonte) Cruzeiro EC (Belo Horizonte)     | Atlético Mineiro (Belo Horizonte) Cruzeiro EC (Belo Horizonte)     |
| 1957                   | América Mineiro (Belo Horizonte)                                   | Siderúrgica (Sabará)                                               |
| 1958                   | Atlético Mineiro (Belo Horizonte)                                  | América Mineiro (Belo Horizonte)                                   |
| 1959                   | Cruzeiro EC (Belo Horizonte)                                       | América Mineiro (Belo Horizonte)                                   |
| 1960                   | Cruzeiro EC (Belo Horizonte)                                       | América Mineiro (Belo Horizonte)                                   |
| 1961                   | Cruzeiro EC (Belo Horizonte)                                       | Guarani (MG) (Divinópolis)                                         |
| 1962                   | Atlético Mineiro (Belo Horizonte)                                  | Cruzeiro EC (Belo Horizonte)                                       |
| 1963                   | Atlético Mineiro (Belo Horizonte)                                  | Democrata (SL) (Sete Lagoas)                                       |
| 1964                   | Siderúrgica (Sabará)                                               | América Mineiro (Belo Horizonte)                                   |
| 1965                   | Cruzeiro EC (Belo Horizonte)                                       | Atlético Mineiro (Belo Horizonte)                                  |
| 1966                   | Cruzeiro EC (Belo Horizonte)                                       | Atlético Mineiro (Belo Horizonte)                                  |
| 1967                   | Cruzeiro EC (Belo Horizonte)                                       | Atlético Mineiro (Belo Horizonte)                                  |
| 1968                   | Cruzeiro EC (Belo Horizonte)                                       | Atlético Mineiro (Belo Horizonte)                                  |
| 1969                   | Cruzeiro EC (Belo Horizonte)                                       | Atlético Mineiro (Belo Horizonte)                                  |
| 1970                   | Atlético Mineiro (Belo Horizonte)                                  | Cruzeiro EC (Belo Horizonte)                                       |
| 1971                   | América Mineiro (Belo Horizonte)                                   | Cruzeiro EC (Belo Horizonte)                                       |
| 1972                   | Cruzeiro EC (Belo Horizonte)                                       | Atlético Mineiro (Belo Horizonte)                                  |
| 1973                   | Cruzeiro EC (Belo Horizonte)                                       | América Mineiro (Belo Horizonte)                                   |
| 1974                   | Cruzeiro EC (Belo Horizonte)                                       | Atlético Mineiro (Belo Horizonte)                                  |
| 1975                   | Cruzeiro EC (Belo Horizonte)                                       | Atlético Mineiro (Belo Horizonte)                                  |
| 1976                   | Atlético Mineiro (Belo Horizonte)                                  | Cruzeiro EC (Belo Horizonte)                                       |
| 1977                   | Cruzeiro EC (Belo Horizonte)                                       | Atlético Mineiro (Belo Horizonte)                                  |
| 1978                   | Atlético Mineiro (Belo Horizonte)                                  | Cruzeiro EC (Belo Horizonte)                                       |
| 1979                   | Atlético Mineiro (Belo Horizonte)                                  | Cruzeiro EC (Belo Horizonte)                                       |
| 1980                   | Atlético Mineiro (Belo Horizonte)                                  | Cruzeiro EC (Belo Horizonte)                                       |
| 1981                   | Atlético Mineiro (Belo Horizonte)                                  | Cruzeiro EC (Belo Horizonte)                                       |
| 1982                   | Atlético Mineiro (Belo Horizonte)                                  | Cruzeiro EC (Belo Horizonte)                                       |
| 1983                   | Atlético Mineiro (Belo Horizonte)                                  | Cruzeiro EC (Belo Horizonte)                                       |
| 1984                   | Cruzeiro EC (Belo Horizonte)                                       | Atlético Mineiro (Belo Horizonte)                                  |
| 1985                   | Atlético Mineiro (Belo Horizonte)                                  | Cruzeiro EC (Belo Horizonte)                                       |
| 1986                   | Atlético Mineiro (Belo Horizonte)                                  | Cruzeiro EC (Belo Horizonte)                                       |
| 1987                   | Cruzeiro EC (Belo Horizonte)                                       | Atlético Mineiro (Belo Horizonte)                                  |
| 1988                   | Atlético Mineiro (Belo Horizonte)                                  | Cruzeiro EC (Belo Horizonte)                                       |
| 1989                   | Atlético Mineiro (Belo Horizonte)                                  | Cruzeiro EC (Belo Horizonte)                                       |
| 1990                   | Cruzeiro EC (Belo Horizonte)                                       | Atlético Mineiro (Belo Horizonte)                                  |
| 1991                   | Atlético Mineiro (Belo Horizonte)                                  | Democrata (Governador Valadares)                                   |
| 1992                   | Cruzeiro EC (Belo Horizonte)                                       | América Mineiro (Belo Horizonte)                                   |
| 1993                   | América Mineiro (Belo Horizonte)                                   | Atlético Mineiro (Belo Horizonte)                                  |
| 1994                   | Cruzeiro EC (Belo Horizonte)                                       | Atlético Mineiro (Belo Horizonte)                                  |
| 1995                   | Atlético Mineiro (Belo Horizonte)                                  | América Mineiro (Belo Horizonte)                                   |
| 1996                   | Cruzeiro EC (Belo Horizonte)                                       | Atlético Mineiro (Belo Horizonte)                                  |
| 1997                   | Cruzeiro EC (Belo Horizonte)                                       | Villa Nova AC (Nova Lima)                                          |
| 1998                   | Cruzeiro EC (Belo Horizonte)                                       | Atlético Mineiro (Belo Horizonte)                                  |
| 1999                   | Atlético Mineiro (Belo Horizonte)                                  | América Mineiro (Belo Horizonte)                                   |
| 2000                   | Atlético Mineiro (Belo Horizonte)                                  | Cruzeiro EC (Belo Horizonte)                                       |
| 2001                   | América Mineiro (Belo Horizonte)                                   | Atlético Mineiro (Belo Horizonte)                                  |
| 2002                   | Caldense (Poços de Caldas)                                         | Ipatinga (Ipatinga)                                                |
| 2002 (Supercampeonato) | Cruzeiro EC (Belo Horizonte)                                       | Caldense (Poços de Caldas)                                         |
| 2003                   | Cruzeiro EC (Belo Horizonte)                                       | Atlético Mineiro (Belo Horizonte)                                  |
| 2004                   | Cruzeiro EC (Belo Horizonte)                                       | Atlético Mineiro (Belo Horizonte)                                  |
| 2005                   | Ipatinga (Ipatinga)                                                | Cruzeiro EC (Belo Horizonte)                                       |
| 2006                   | Cruzeiro EC (Belo Horizonte)                                       | Ipatinga (Ipatinga)                                                |
| 2007                   | Atlético Mineiro (Belo Horizonte)                                  | Cruzeiro EC (Belo Horizonte)                                       |
| 2008                   | Cruzeiro EC (Belo Horizonte)                                       | Atlético Mineiro (Belo Horizonte)                                  |
| 2009                   | Cruzeiro EC (Belo Horizonte)                                       | Atlético Mineiro (Belo Horizonte)                                  |
| 2010                   | Atlético Mineiro (Belo Horizonte)                                  | Ipatinga (Ipatinga)                                                |
| 2011                   | Cruzeiro EC (Belo Horizonte)                                       | Atlético Mineiro (Belo Horizonte)                                  |
| 2012                   | Atlético Mineiro (Belo Horizonte)                                  | América Mineiro (Belo Horizonte)                                   |
| 2013                   | Atlético Mineiro (Belo Horizonte)                                  | Cruzeiro EC (Belo Horizonte)                                       |

### Liczba tytułów
- 42 – Atlético
- 37 – Cruzeiro EC
- 15 – América
- 5 – Villa Nova AC
- 2 – Siderúrgica
- 1 – Caldense i Ipatinga

## Kluby

### Pierwsza liga
- América Mineiro
- AA Caldense
- Atlético Mineiro
- Cruzeiro EC
- Democrata Futebol Clube
- Esporte Clube Democrata
- Guarani
- Ipatinga FC
- Ituiutaba Esporte Clube
- Rio Branco de Andradas
- Tupi FBC
- Villa Nova AC

### Druga liga
- Alfense FC
- AC Três Corações
- Juventus Minasnovese
- Extrema FC
- Formiga
- Ideal SC
- Social FC
- Tombense FC
- Uberaba
- Uberlândia
- União Recreativa dos Trabalhadores
- Valeriodoce